# Housatonic
De Housatonic is een rivier in het noordoosten van de Verenigde Staten. Deze waterloop van ongeveer 240 km lengte ontspringt in de Berkshire Mountains in westelijk Massachusetts nabij de stad Pittsfield, stroomt in zuidelijke richting door Massachusetts naar Connecticut en mondt uit in de Long Island Sound, tussen Milford en Stratford. In de benedenloop is de rivier op sommige plaatsen meer dan 1 km breed.
Op vijf plaatsen op de rivier zijn stuwdammen gebouwd voor stroomproductie: die van Falls Village, Bulls Bridge, Shepaug, Stevenson en Derby. Achter de stuw van Stevenson bevindt zich het stuwmeer Lake Zoar; achter die van Shepaug ligt het stuwmeer Lake Lillinonah.
Over de Housatonic zijn nog drie overdekte bruggen bewaard:
- De Bulls Bridge Covered Bridge, tussen Gaylordsville en Kent, gebouwd in 1842
- De West Cornwall Covered Bridge, bij Cornwall (Connecticut), gebouwd in 1841
- Een afgebrande maar in 1998 heropgebouwde brug bij Sheffield (Massachusetts).

- Library of Congress Control Number: sh85062536
- Nationale Bibliotheek van Israël: 987007529381905171
- Virtual International Authority File: 240544167